# Sojuz T-11
Sojuz T-11 – radziecka załogowa misja kosmiczna, stanowiąca szóstą załogową ekspedycję na pokład stacji kosmicznej Salut 7 w ramach programu Interkosmos. Na pokładzie znajdował się pierwszy kosmonauta z Indii.

## Misja
3 kwietnia 1984 wystartował z Ziemi statek Sojuz T-11 z załogą: Jurij Małyszew, Giennadij Striekałow i Rakesh Sharma. Dzień później Sojuz przycumował do bazy Salut 7. Na pokładzie stacji kosmicznej znalazło się 6 kosmonautów. Zadaniem Rakesha Sharmy było przeprowadzenie programu badań terytorium Indii, o nazwie Terra (Ziemia), dla potrzeb gospodarki hinduskiej. Obserwacje miały na celu wykrywanie złóż gazu i ropy naftowej, zwłaszcza w przybrzeżnych rejonach Indii. W ramach tego programu wykonano 1000 fotografii Indii kamerą MKF6M i 300 fotografii kamerą KATE 140. Wśród różnorodnych eksperymentów naukowych na uwagę zasługują doświadczenia metalurgiczne nad uzyskaniem metali i ich stopów o strukturze szkła, które nazwano szkłem metalowym. Specjaliści hinduscy przygotowali w tym celu próbki stopu srebra z germanem. Po zakończeniu programu kosmonauci wrócili na Ziemię w dniu 11 kwietnia 1984 r. w statku kosmicznym Sojuz T-10.